# 上月まんまる
上月 まんまる（かみつき まんまる、8月30日 - ）は、日本の漫画家。茨城県出身、東京都在住。

## 略歴
江川達也のアシスタントを経て1990年代より成人向け漫画を発表していた。
2007年、『恋愛そんぽ！』で『ヤングチャンピオン烈』（秋田書店）より一般誌デビュー。

## 作品リスト

### 単行本
- 『恋愛そんぽ！』 （秋田書店『ヤングチャンピオン烈』、〈ヤングチャンピオン烈コミックス〉、全2巻）
  1. 2007年10月19日発売[4]、ISBN 978-4-253-25521-9
  2. 2009年4月20日発売[5]、ISBN 978-4-253-25522-6
- 『チカ＞＜チカ』 （2010年5月24日発売[6]、少年画報社『ヤングキング』、〈ヤングキングコミックス〉、ISBN 978-4-7859-3388-3、全1巻）
- 『セブンきゅ〜ぶ』 （2013年 - 2014年、秋田書店『Champion タップ!』、〈少年チャンピオンコミックス・タップ！〉、全3巻）
- 『【悲報】魔法少女のその後の日常。』 （ぽにマガ、ポニーキャニオン・一迅社、〈IDコミックス REXコミックス〉、原作：横山了一、全2巻）
  - 連載初期のタイトルは「しぇあにま！」

  1. 2016年6月27日発売[7]、ISBN 978-4-75806-599-3
  2. 2016年6月27日発売[8]、ISBN 978-4-75806-600-6

- 『巻き込まれて異世界転移する奴は、大抵チート』 （宝島社『このマンガがすごい!WEB』、〈このマンガがすごい!Comics〉、原作：海東方舟、キャラクター原案：かぼちゃ、全14巻）
  1. 2017年12月20日発売[9][10]、ISBN 978-4-8002-7918-7
  2. 2018年4月25日発売[11]、ISBN 978-4-8002-8359-7
  3. 2018年11月14日発売[12]、ISBN 978-4-8002-8825-7
  4. 2019年8月9日発売[13]、ISBN 978-4-8002-9714-3
  5. 2020年4月11日発売[14]、ISBN 978-4-299-00412-3
  6. 2020年12月7日発売[15]、ISBN 978-4-299-01194-7
  7. 2021年6月10日発売[16]、ISBN 978-4-299-01734-5
  8. 2021年12月13日発売[17]、ISBN 978-4-299-02271-4
  9. 2022年8月8日発売[18]、ISBN 978-4-299-03291-1
  10. 2023年2月3日発売[19]、ISBN 978-4-299-04019-0
  11. 2023年7月14日発売[20]、ISBN 978-4-299-04500-3
  12. 2024年3月15日発売[21]、ISBN 978-4-299-05301-5
  13. 2024年11月22日発売[22]、ISBN 978-4-299-06179-9
  14. 2024年12月17日発売[23]、ISBN 978-4-299-06181-2

### 成人向け
- 『GOGO HEAVEN!! 1』 （1999年8月発売、コアマガジン〈ホットミルクコミックス〉、ISBN 4-87734-285-0）
  - 『ゴーゴーヘブン!! 1』 （2002年1月発売、大都社〈ダイトコミックス〉、ISBN 4-88653-729-4）
- 『ゴーゴーヘブン!! 2』 （2002年1月発売、大都社〈ダイトコミックス〉、ISBN 4-88653-730-8）
- 『アスファルトの体温』 （2003年9月発売、シーズ情報出版〈シーズコミック〉、ISBN 4-921105-53-7）
- 『淫嫁の目覚め』 （2015年3月19日発売[24]、久保書店〈ワールドコミックススペシャル〉、ISBN 978-4-7659-3583-8）

## アシスタント先
- 江川達也